# Woroniszki (gmina Rzesza)
Woroniszki (lit. Varniškės) – wieś na Litwie, w okręgu wileńskim, w rejonie wileńskim, w gminie Rzesza, przy drodze magistralnej A14.

## Historia
W XIX i w początkach XX w. położone były w Rosji, w guberni wileńskiej, w powiecie wileńskim. Po I wojnie światowej pod administracją polską, w Zarządzie Cywilnym Ziem Wschodnich. W latach 1920–1922 w składzie Litwy Środkowej.
Od 11 kwietnia 1922 leżały w Polsce, w województwie wileńskim, w powiecie wileńsko-trockim. Były to wówczas wieś w gminie Podbrzezie oraz grupa zaścianków w gminie Rzesza. W 1931 miejscowości liczyły:
- wieś Woroniszki – 48 mieszkańców, zamieszkałych w 8 budynkach,
- zaścianek Woroniszki I – 4 mieszkańców, zamieszkałych w 1 budynku,
- zaścianek Woroniszki II – 8 mieszkańców, zamieszkałych w 1 budynku,
- zaścianek Woroniszki III – 2 mieszkańców, zamieszkałych w 1 budynku,
- zaścianek Woroniszki IV – 15 mieszkańców, zamieszkałych w 3 budynkach,
- zaścianek Woroniszki V – 7 mieszkańców, zamieszkałych w 1 budynku[3].

Po II wojnie światowej w granicach Związku Sowieckiego. Od 1991 na niepodległej Litwie.